# Masaya Suzuki
Masaya Suzuki (鈴木 将也 Suzuki Masaya?, nacido el 9 de mayo de 1988 en Kanagawa) es un futbolista japonés que se desempeña como centrocampista.

## Trayectoria

### Clubes
| Club              | País  | Año         |
| ----------------- | ----- | ----------- |
| Mito HollyHock    | Japón | 2011        |
| SC Sagamihara     | Japón | 2012 - 2014 |
| Azul Claro Numazu | Japón | 2015 - 2017 |

## Estadística de carrera

### J. League
| Club              | Año   | J. League | J. League | Copa J. League | Copa J. League | Total | Total |
| Club              | Año   | Part.     | Goles     | Part.          | Goles          | Part. | Goles |
| ----------------- | ----- | --------- | --------- | -------------- | -------------- | ----- | ----- |
| Mito HollyHock    | 2011  | 6         | 0         | -              | -              | 6     | 0     |
| SC Sagamihara     | 2014  | 11        | 0         | -              | -              | 11    | 0     |
| Azul Claro Numazu | 2017  | 17        | 0         | -              | -              | 17    | 0     |
| Total             | Total | 34        | 0         | 0              | 0              | 34    | 0     |